# Kulwant Rai
Kulwant Rai (ur. 10 października 1988) – indyjski zapaśnik walczący w stylu klasycznym. Wicemistrz Wspólnoty Narodów w 2011 roku.